# Культура Шумера
Культура Шумера — одна из наиболее ярких культур Двуречья, развивавшаяся в конце IV и в III тысячелетиях до н. э., когда она достигла очень значительного расцвета. Это время укрепления экономики Шумера в его политической жизни. Развиваются ирригационное земледелие и скотоводство, бурно расцветают различные ремёсла, продукция которых, благодаря широко развившемуся межплеменному обмену, распространяется далеко за пределы Двуречья. Устанавливаются связи с долиной Инда и, вероятно, с Египтом. В общинах Двуречья происходит быстрое имущественное и общественное расслоение в связи с тем, что военнопленных уже не убивают, а превращают в рабов, то есть возникает применение рабского труда.
К началу IV тысячелетия до н. э. шумеры, пройдя ступень неолита, вступили в период медного века. Они жили родовым строем, занимались земледелием и скотоводством, хотя охота и рыболовство ещё играли у них существенную роль. Постепенно развивались гончарное, ткацкое, камнерезное и литейное ремесло.

## Поселение шумеров начала IV тысячелетия до н. э.
Древнейшие из известных человечеству поселений относятся к началу IV тысячелетия до н. э. и расположены в разных местах Двуречья. Одно из поселений шумеров было открыто под холмом Телль эль-Убейд, по имени которого получил наименование и весь период. (Подобные холмы, называемые современным местным населением по-арабски «телли», образовались от накопления строительных остатков.)
Шумеры строили жилища круглые, а позднее прямоугольные в плане, из стеблей тростника или камыша, верхушки которых связывали пучком. Хижины обмазывали глиной для сохранения тепла. Изображения таких построек встречаются на керамике и на печатях. Ряд культовых, посвятительных каменных сосудов выполнен в виде хижин (Багдад, Иракский музей; Лондон, Британский музей; Берлинский музей).
Относящиеся к этому же периоду примитивные глиняные статуэтки изображают богиню-мать (Багдад, Иракский музей). Глиняные лепные сосуды украшены геометризованной росписью в виде птиц, козлов, собак, листьев пальмы (Багдад, Иракский музей) и имеют тонкие декорации.

## Культура шумеров второй половины IV тысячелетия до н. э.

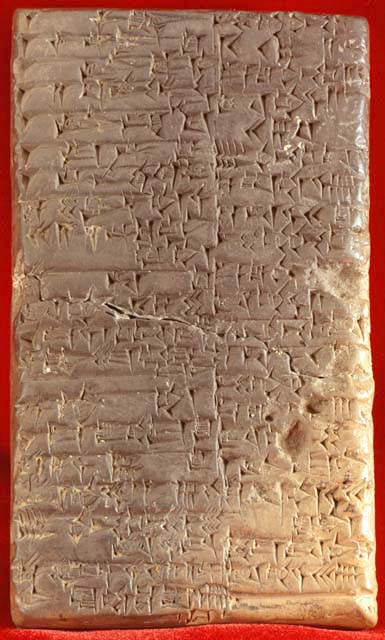
Клинописная табличка

Вторая половина IV тысячелетия до н. э., характеризующаяся сложением культуры городов южного Двуречья, зарождением письменности, охватывает периоды Урук и Джемдет-Наср, условно так названные по местам первых находок, типичных для каждого периода. Развиваются такие виды искусства, как монументальная архитектура, скульптура, резьба по камню.

### Архитектура
В архитектуре, которая стала главным видом искусства, к концу 4 тысячелетия до н. э. выработались основные, характернейшие для строительства Шумера черты: возведение постройки на искусственной насыпи, распределение помещений вокруг открытого двора, членение стен вертикальными нишами и выступами, введение в архитектурное решение цвета.
Первые памятники монументального строительства из кирпича-сырца — два храма, воздвигнутые на искусственных террасах для защиты от почвенных вод, так называемые «Белый» и «Красный» — были открыты в городе Уруке (современное селение Варка). Храмы посвящены главным божествам города — богу Ану и богине Инанне. Стены одного были окрашены в белый цвет, а другого украшены геометрическим орнаментом из глиняных обожженных «гвоздей» — «зиггати» со шляпками, выкрашенными в красный, белый и черный цвета. Возможно, что рисунок из «зиггати» имитирует узор плетеных циновок, которые вешали на стены жилых построек. Оба храма были прямоугольными в плане, со стенами, расчленёнными выступами и нишами, которые играли конструктивную и декоративную роль, как и массивные полуколонны вдоль стен «Красного» храма. Центральное помещение не имело крыши, являясь открытым двором. Кроме кирпича-сырца в строительстве стали уже применять и камень (например, «Красный» храм был возведен на каменном основании).

### Скульптура
Самым замечательным из скульптурных произведений периодов Урук и Джемдет-Наср является найденная в Уруке мраморная женская голова (Багдад, Иракский музей). Плоско срезанная сзади, она была прикреплена когда-то к стене храма, являясь частью горельефной фигуры. Лицо богини с огромными широко раскрытыми глазами и сросшимися над переносицей бровями (глаза и брови инкрустированы) отличается большой выразительностью. Общая пластическая трактовка крупными объёмами, чёткая и уверенная, создаёт ощущение подлинной монументальности. На голове когда-то был прикреплен убор из золота.
В скульптурных изображениях животных много наблюденных движений, верно переданных, характерных черт строения животных. Таковы, например, объёмные фигуры львов и быка на сосудах из желтого песчаника (Багдад, Иракский музей; Лондон, Британский музей), вырезанные из камня фигурки лежащего бычка, телёнка, барана, каменный сосуд в форме вепря (Багдад, Иракский музей).
Появляются и первые многофигурные композиции. Например, на алебастровом сосуде из Урука (Багдад, Иракский музей) изображена низким рельефом с гравировкой торжественная процессия людей с дарами, приближающаяся к фигуре богини. На следующем фризе показана вереница овец и баранов, тянущаяся вдоль полноводной реки, на берегу которой растут колосья и пальмы. Принцип последовательного распределения рельефных изображений на плоскости, который сложился в Двуречье этого раннего периода, стал позднее господствующим в искусстве всей Передней Азии. Определились и правила изображения в рельефе человеческой фигуры: голова и ноги в профиль, а туловище чаще всего даётся в фас.

### Печати

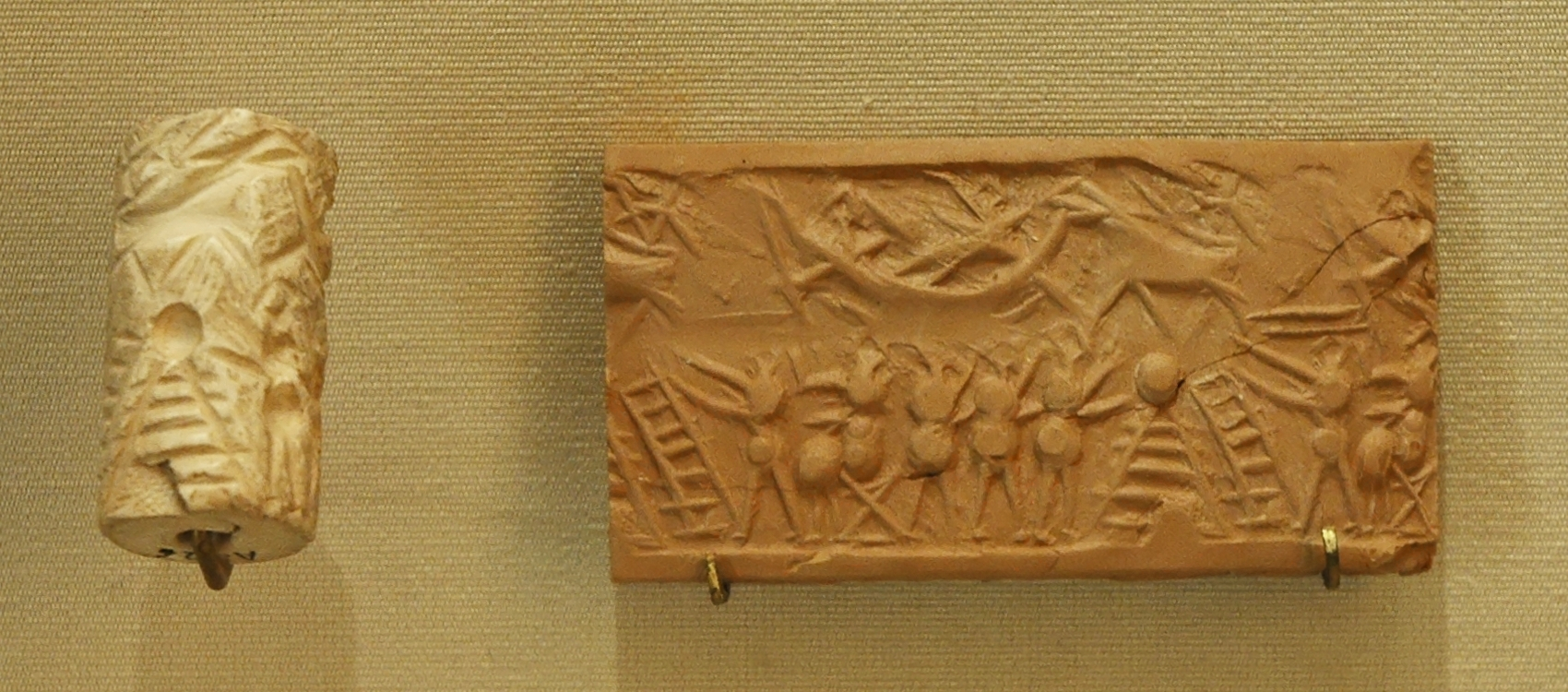
Цилиндрическая печать и её слепок.

Очень характерны для периодов Урука и Джемдет-Наср каменные печати в виде цилиндров, игравшие первоначально роль амулетов, а затем превратившиеся в знаки собственности. На цилиндрах-печатях вырезались отдельные человеческие фигуры, целые сцены из повседневной жизни (например, изготовление сосудов) и фигуры, связанные с религиозными верованиями и сложившимся уже в это время народным эпосом (фигуры быко-человека, побеждающего двух львов). Фигуры часто расположены в так называемых «геральдических» композициях, то есть таких композициях, в которых выделен центр с симметрично расположенными по его сторонам фигурами. Позднее «геральдическая» композиция сделалась характерной для искусства всей Передней Азии. Как и скульптурные изображения на сосудах, рельефы цилиндров-печатей этого времени, при некоторой схематичности, отличаются большой живостью в передаче фигур животных и людей, свободной компоновкой и даже введением элементов пейзажа. Образцом печати этого периода является цилиндр-печать (Берлинский музей), принадлежавшая хранителю кладовых храма богини Инины, с очень тонко выполненным и мягко пластически проработанным изображением бородатого человека, который держит в руках ветви растения, и фигурами стоящих справа и слева от него двух козлов, тянущихся к побегам.

## Культура Шумера XXVII—XXV веках до н. э.
В начале 3 тысячелетия до н. э. рост рабовладения, а в связи с этим углубление социального неравенства, привели к дальнейшему укреплению первых рабовладельческих городов-государств, которые включали окрестные поселения и в которых ещё очень живы были пережитки первобытнообщинных отношений. Между этими маленькими государствами шли постоянные войны из-за земель, пригодных для земледелия, пастбищ, оросительных каналов, скота и рабов.

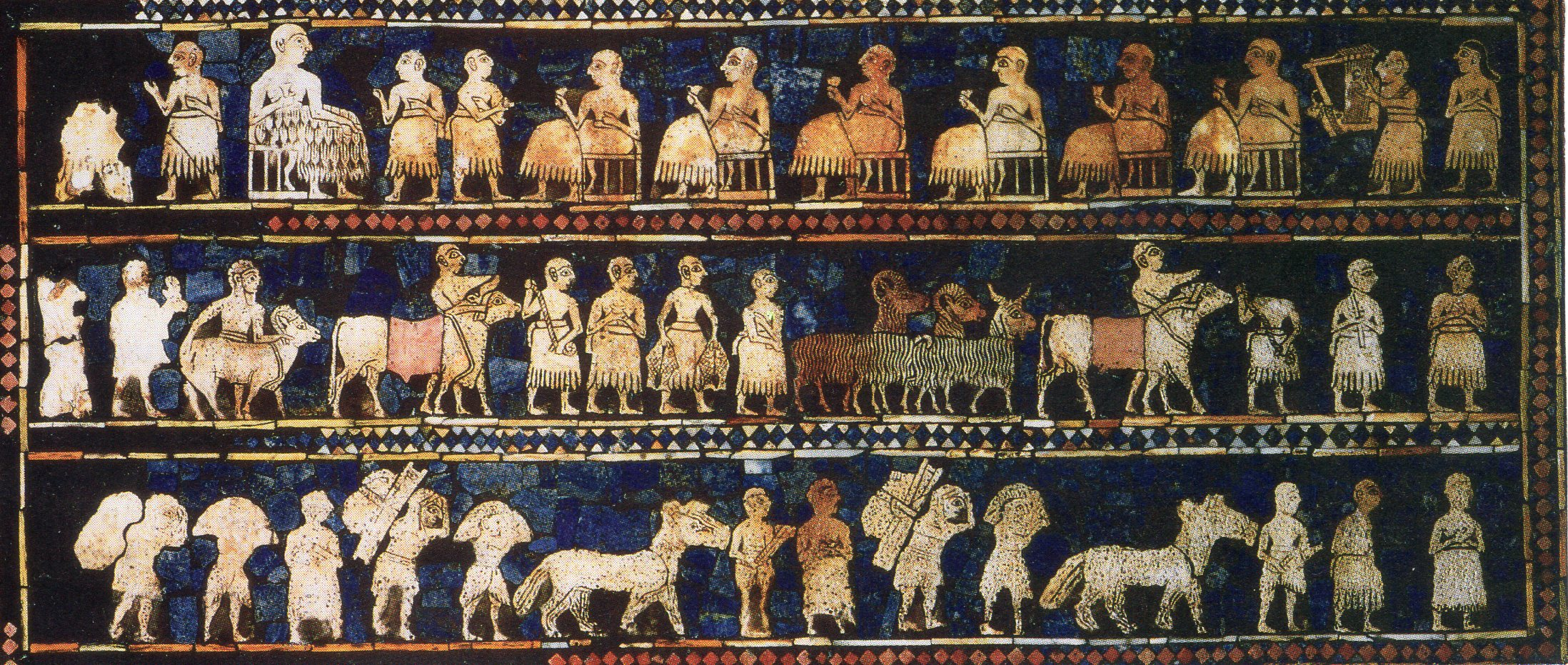
Штандарт из Ура, мозаика из лазури и перламутра

В середине тысячелетия главенствующая власть перешла к аккадцам, а к концу этого исторического периода опять возвышаются города Шумера. Историю культуры 3 тысячелетия до н. э. можно разделить на несколько периодов.
В период раннего Шумера выделяются такие значительные культурные центры, как Урук, аль-Убайд, Лагаш, Эшнунна, Ур. Искусство каждого из них имеет свои черты. Ведущий вид искусства — архитектура, в скульптуре по-прежнему преобладают малые формы (так как на месте мало камня) и посвятительные рельефы.
В южных районах Двуречья совершенно отсутствует живопись, что может быть объяснено влажностью климата, не дававшего возможность фреске (единственная известная тогда живописная техника) сохраняться даже непродолжительное время. Но развилась техника инкрустации как замена живописи (инкрустация по камню и дереву, из камня, раковин) и как украшение архитектурных сооружений.

### Архитектура
Главным строительным материалом по-прежнему служит кирпич-сырец и реже — обожжённый кирпич. В городах сохранились остатки оборонительных стен с башнями и укреплёнными воротами, а также руины храмов и дворцов, которые занимают значительное место в ансамбле города.
Основные черты архитектуры этого времени сложились ещё в IV тысячелетии до н. э. Как и раньше, здание возводилось на искусственной платформе, стены обрабатывались лопатками и нишами, перекрытия были в основном плоские (хотя встречались и сводчатые), помещения располагались вокруг двора, стены жилых домов, выходящие на улицы, делались глухими. Источником света являлись двери, так как узкие щели-окна были расположены под самым потолком.
Наиболее яркие памятники этого времени дали раскопки в аль-Убайде и городе Уре времени правления в нем первой династии. Кроме того, близкие по стилю памятники были найдены и в городе Кише, и в поселениях самой восточной части Двуречья — Эшнунне, Хафадже и Телль-Аграбе, и в городе Мари на северном Евфрате.

#### Храм в аль-Убайде
Образцом храмовой постройки является небольшой храм богини плодородия Нинхурсаг в аль-Убайде, предместье города Ура (2600 год до н. э.) Он находился на искусственной платформе (площадь 32x25 м) из плотно утрамбованной глины, на которую вела лестница с навесом на столбах перед входной дверью. Стены храма и платформы по древнешумерийской традиции были расчленены неглубокими вертикальными нишами и выступами. Подпорные стены платформы были обмазаны в нижней части чёрным битумом, а вверху побелены и таким образом членились также и по горизонтали. Этому горизонтальному ритму вторили ленты фриза на стенах святилища. Карниз был украшен вбитыми гвоздями из обожженной глины со шляпками в виде символов богини плодородия — цветов с красно-белыми лепестками. В нишах над карнизом стояли медные фигурки идущих бычков высотой 55 см. Ещё выше по белой стене, как уже указывалось, на некотором расстоянии друг от друга были выложены три фриза: горельефный с фигурами лежащих бычков, выполненными из меди, и над ним два плоские, инкрустированные по чёрному шиферному фону белым перламутром. На одном из них целая сцена: жрецы в длинных юбках, с бритыми головами доят коров и сбивают масло (Багдад, Иракский музей). На верхнем фризе по такому же чёрному шиферному фону изображения белых голубей и коров, обращённые ко входу в храм. Таким образом, цветовая гамма фризов была общей с окраской платформы храма, составляя единое, целостное цветовое решение.
По сторонам входа были помещены две статуи львов (Багдад, Иракский музей), сделанные из дерева, покрытого по слою битума медными чеканными листами. Глаза и высунутые языки львов были сделаны из цветных камней, что очень оживляло скульптуру и создавало красочную насыщенность.
Над входной дверью был помещён медный горельеф (Лондон, Британский музей), переходящий местами в круглую скульптуру, с изображением фантастического львиноголового орла Имдугуда, держащего в когтях двух оленей. Вполне сложившаяся геральдическая композиция этого рельефа, повторяющаяся с небольшими изменениями в целом ряде памятников середины III тысячелетия до н. э. (серебряной вазе правителя города Лагаша Энтемены — Париж, Лувр; печатях, посвятительных рельефах, например палетке, Дуду из Лагаша — Париж, Лувр), и была, по-видимому, эмблемой бога Нингирсу.
Колонки, поддерживавшие навес над входом, также были инкрустированы, одни — цветными камнями, перламутром и раковинами, другие — металлическими пластинками, прикреплёнными к деревянному основанию гвоздями с расцвеченными шляпками. Ступени лестницы были выложены из белого известняка, а боковые стороны лестницы облицованы деревом.
Новым в архитектуре храма в аль-Убайде было использование в качестве декорации здания круглой скульптуры и рельефа, применение колонны как несущей части. Храм представлял небольшое, но нарядное сооружение.
Храмы, аналогичные храму в аль-Убайде, были открыты в поселениях Телль-Брак и Хафадже.

### Зиккурат

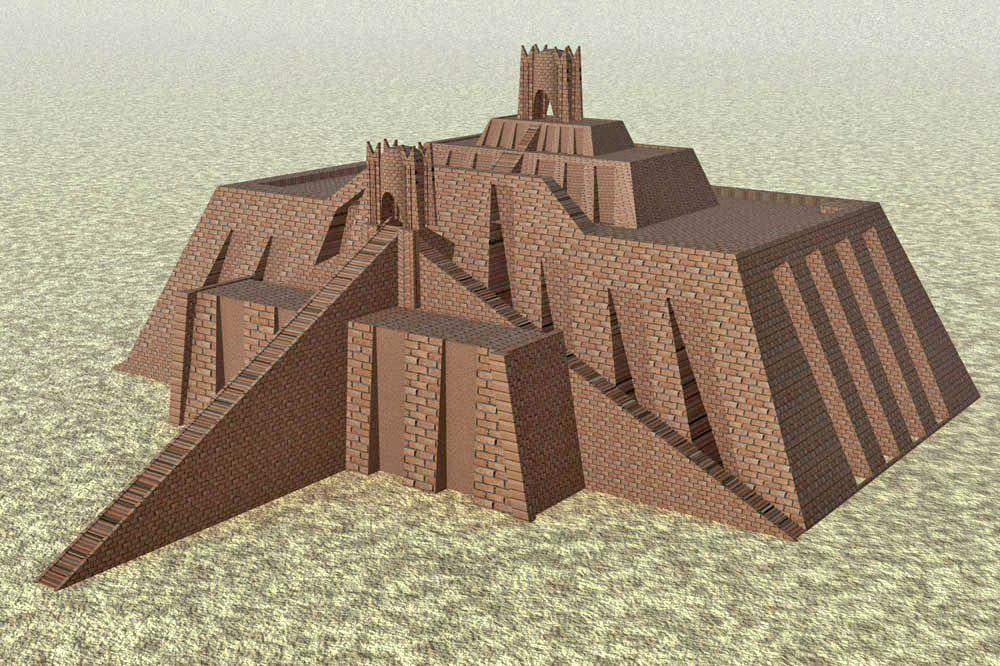
Примерно так выглядел типичный зиккурат в древности.

В Шумере сложился и своеобразный тип культовой постройки — зиккурат, который на протяжении тысячелетий играл, как и пирамида в Египте, очень большую роль в архитектуре всей Передней Азии. Это ступенчатая башня, прямоугольная в плане, выложенная сплошной кладкой из кирпича-сырца. Иногда только в передней части зиккурата устраивалось небольшое помещение. На верхней площадке находился маленький храм, так называемое «жилище бога». Строился зиккурат обычно при храме главного местного божества.

### Скульптура

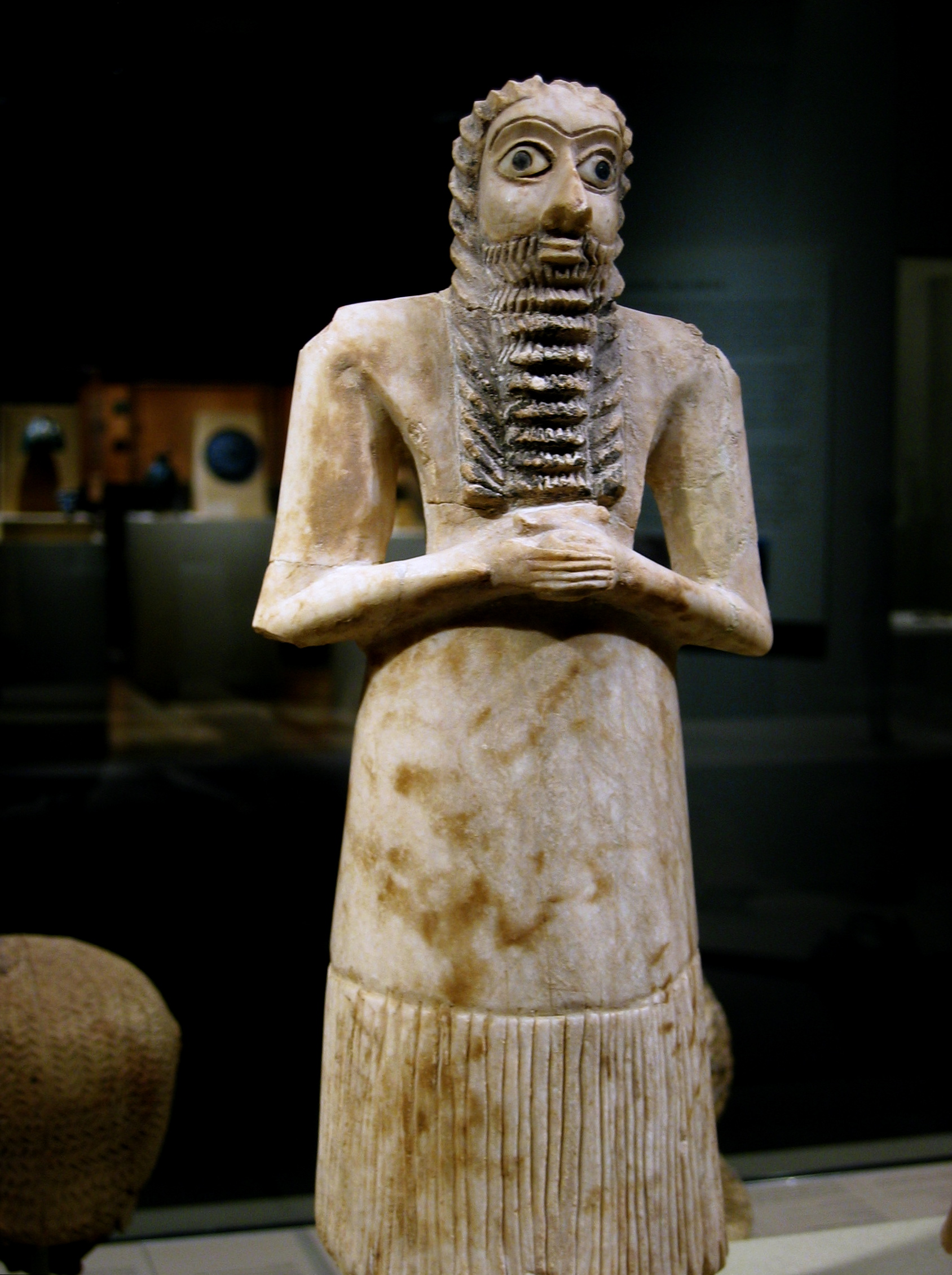
Статуэтка молящегося из Эшнунны, 2750-2600 г. до н.э.

Скульптура в Шумере не развилась так интенсивно, как архитектура. Зданий заупокойного культа, связанных с необходимостью передавать портретное сходство, как в Египте, здесь не существовало. Небольшие культовые посвятительные статуи, не предназначенные для определённого места в храме или гробнице, изображали человека в позе молящегося.
Скульптурные фигуры южного Двуречья отличаются едва намеченными деталями и условными пропорциями (голова часто сидит непосредственно на плечах без шеи, весь блок камня очень мало расчленён). Яркими примерами служат две небольшие статуи: найденная в аль-Убайде фигура начальника житниц города Урука по имени Курлиль (высота — 39 см ; Париж, Лувр) и фигура неизвестной женщины, происходящей из Лагаша (высота — 26,5 см ; Париж, Лувр). В лицах этих статуй нет индивидуального портретного сходства. Это типичные образы шумеров с резко подчеркнутыми этническими чертами.
В центрах северного Двуречья пластика развивалась в общем по тому же пути, но имела и свои специфические особенности. Очень своеобразны, например, статуэтки из Эшнунны, изображающие адорантов (молящихся), бога и богиню (Париж, Лувр ; Берлинский музей). Для них характерны более вытянутые пропорции, короткие одежды, оставляющие открытыми ноги и часто одно плечо, и огромные инкрустированные глаза.
При всей условности исполнения посвятительные статуэтки древнего Шумера отличаются большой и своеобразной выразительностью. Так же как и в рельефах, здесь установились уже определённые правила передачи фигуры, поз и жестов, которые переходят из века в век.

### Рельеф
В Уре и Лагаше найден ряд вотивных палеток и стел. Наиболее важными из них, середины III тысячелетия до н. э., являются палетка правителя Лагаша Ур-Нанше (Париж, Лувр) и так называемая «Стела коршунов» правителя Лагаша Эаннатума (Париж, Лувр).
Палетка Ур-Нанше очень примитивна по своей художественной форме. Сам Ур-Нанше изображен два раза, в двух регистрах: на верхнем он идет на торжественную закладку храма во главе процессии своих детей, а на нижнем — пирует среди приближенных. Высокое общественное положение Ур-Нанше и его главная роль в композиции подчеркнуты его большим по сравнению с другими ростом.

#### «Стела коршунов».

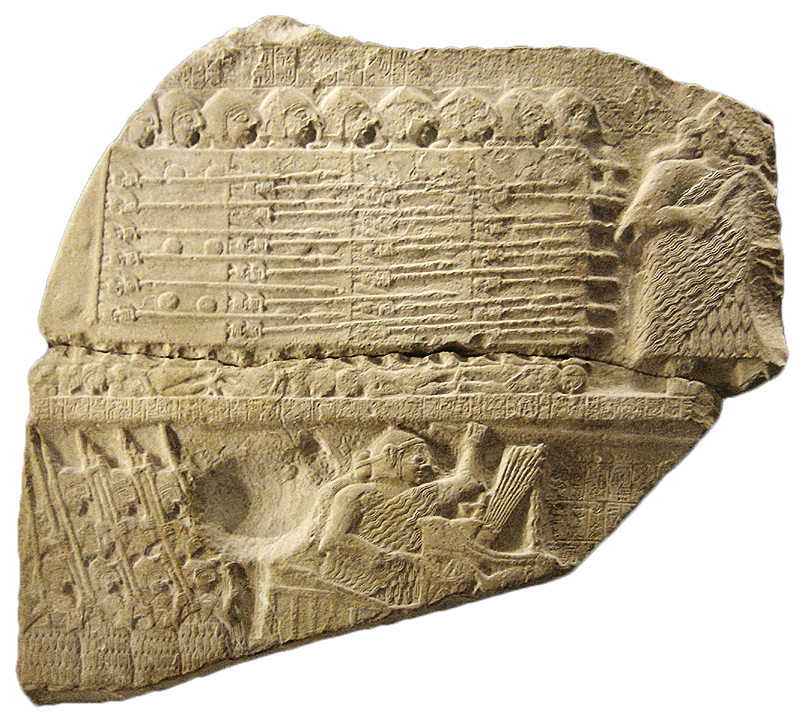
Фрагмент «Стелы коршунов».

В повествовательной форме решена также «Стела коршунов», которая была создана в честь победы правителя города Лагаша Эаннатума (XXV век до н. э.) над соседним городом Уммой и его союзником городом Кишем. Высота стелы всего 75 см, но она производит монументальное впечатление благодаря особенностям рельефа, покрывающего её стороны. На лицевой стороне огромная фигура бога Нингирсу, верховного бога города Лагаша, который держит сеть с маленькими фигурками побеждённых врагов и палицу. На другой стороне, в четырёх регистрах, несколько сцен, последовательно рассказывающих о походах Эаннатума. Сюжеты рельефов древнего Шумера, как правило, или религиозно-культовые, или военные.

### Художественное ремесло Шумера

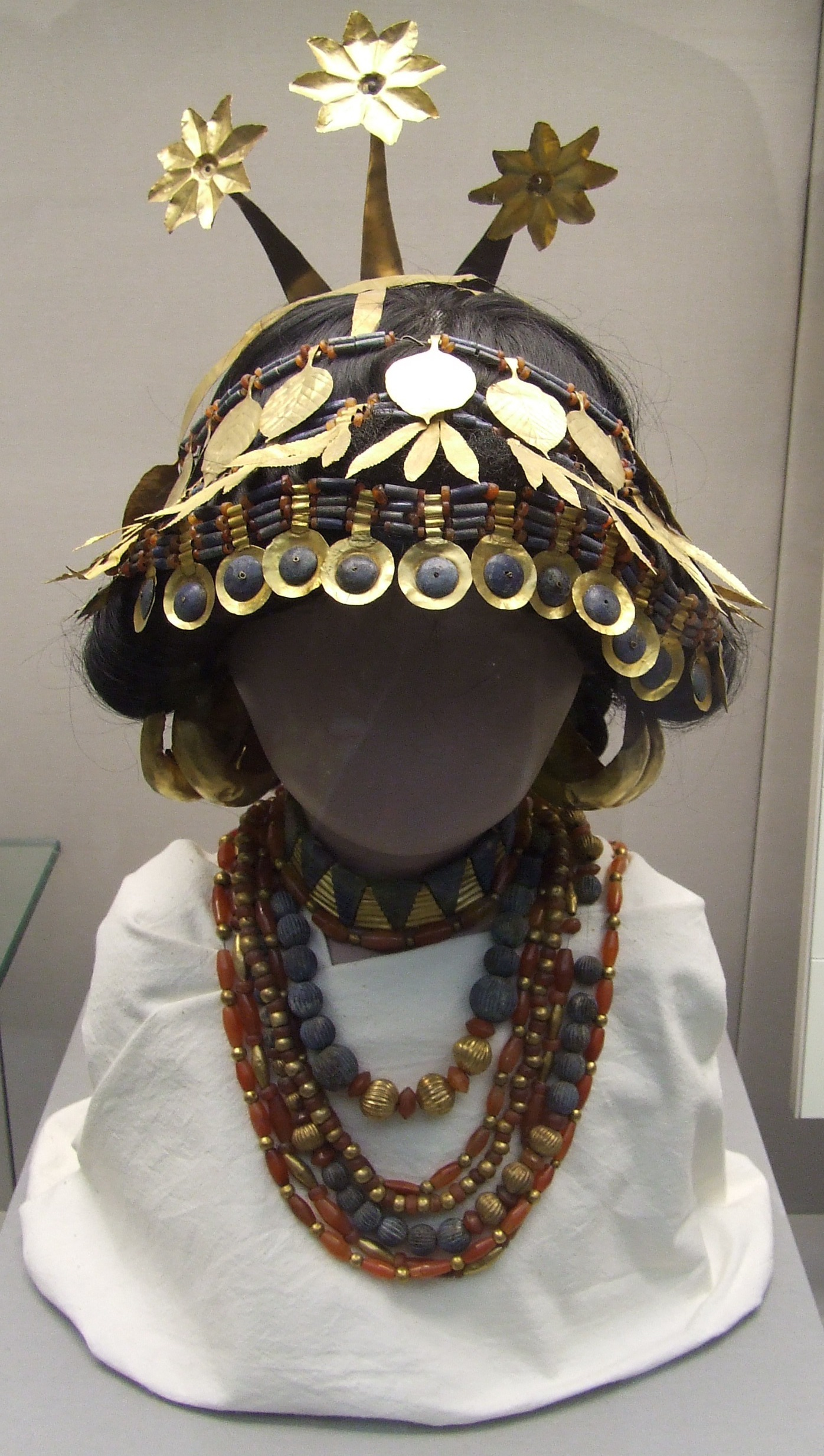
Одеяние богатой шумерской женщины (Пуаби), найденное в её гробнице(реконструкция)

В области художественного ремесла в этот период развития культуры древнего Шумера наблюдаются значительные достижения, развивающие традиции времени Урука — Джемдет-Насра. Шумерские мастера умели уже обрабатывать не только медь, но и золото, и серебро, сплавляли разные металлы, чеканили металлические изделия, инкрустировали их цветными камнями, умели изготовлять изделия с филигранью и зернью. Замечательные произведения, дающие представление о высоком уровне развития художественного ремесла этого времени, дали раскопки в городе Уре «Царских гробниц» — захоронений правителей города XXVII—XXVI веков до н. э. (I династия города Ура).
Гробницы представляют собой большие ямы прямоугольной формы. Вместе с погребёнными знатными лицами в гробницах много убитых членов их свиты или рабов, рабынь и воинов. В могилы было положено большое количество разнообразных предметов: шлемы, топоры, кинжалы, копья из золота, серебра и меди, украшенные чеканкой, гравировкой, зернью.
Среди вещей погребального инвентаря находится так называемый «штандарт» (Лондон, Британский музей) — две доски, укреплённые на древке. Предполагают, что его носили в походе впереди войска, а может быть, над головой вождя. На этой деревянной основе техникой инкрустации по слою асфальта (раковинами — фигуры и лазуритом—фон) выложены сцены сражения и пира победителей. Здесь та же установившаяся уже построчность, повествовательность в расположении фигур, определённый шумерийский тип лиц и много деталей, документально рассказывающих о жизни шумеров того времени (одежда, вооружение, повозки).
Замечательными изделиями ювелиров являются найденные в «Царских гробницах» золотой кинжал с рукоятью из лазурита, в золотых ножнах, покрытых зернью и филигранью (Багдад, Иракский музей), золотой шлем, выкованный в форме пышной прически (Лондон, Британский музей), фигурка осла, сделанная из сплава золота и серебра, и фигурка козы, щиплющей цветы (из золота, лазурита и перламутра).
Красочным и высокохудожественным решением отличается арфа (Филадельфия, Музей университета), открытая в захоронении знатной шумерийки Шуб-Ад. Резонатор и другие части инструмента украшены золотом и инкрустацией из перламутра и лазурита, а верхняя часть резонатора увенчана головой быка из золота и лазурита с глазами из белой раковины, производящей необычайно живое впечатление. Инкрустация на передней стороне резонатора составляет несколько сцен на темы народного сказания Двуречья.

## Искусство времени второго расцвета Шумера XXIII—XXI веков до н. э.
Конец расцвета аккадского искусства был положен нашествием гутиев — племён, завоевавших аккадское государство и властвовавших в Двуречье около ста лет. Нашествие в меньшей степени затронуло южное Двуречье, и некоторые древние города этого района пережили новый расцвет, основанный на широко развившемся торговом обмене. Это относится к городам Лагашу и Уру.

### Лагаш времени Гудеа
Как свидетельствуют клинописные тексты, правитель (так называемый «энси») города Лагаша Гудеа вёл обширные строительные работы, а также занимался восстановлением древних архитектурных памятников. Но следов этой деятельности сохранилось до наших дней очень немного. Зато яркое представление об уровне развития и стилистических особенностях искусства этого времени дают довольно многочисленные памятники скульптуры, в которых зачастую объединяются черты шумерийского и аккадского искусства.

### Скульптура времени Гудеа

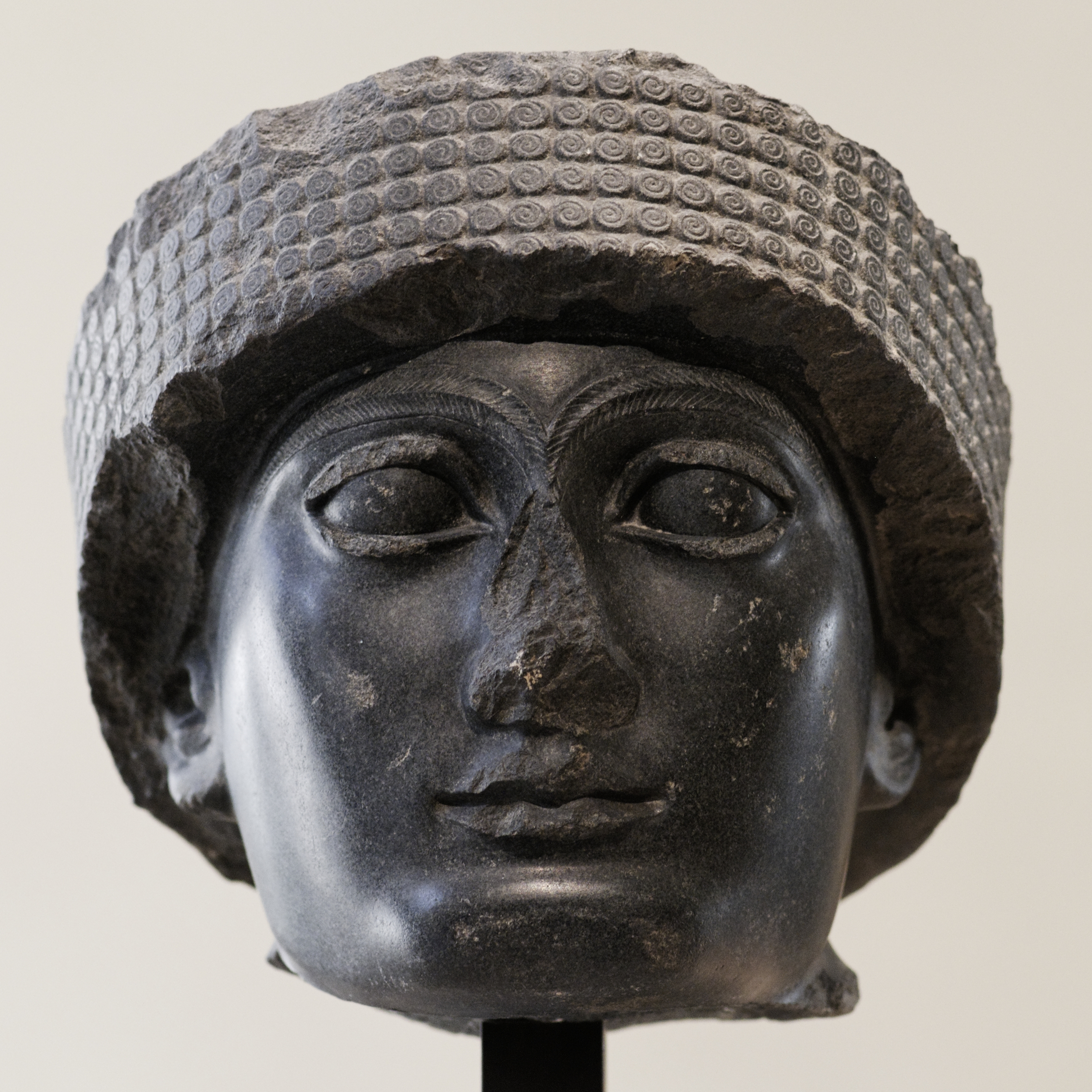
Гудеа из Лагаша.

При раскопках было найдено более полутора десятка посвятительных статуй самого Гудеа (большинство находится в Париже, в Лувре), стоящего или сидящего, часто в молитвенной позе. Они отличаются высоким уровнем технического исполнения, обнаруживают знание анатомии. Статуи делятся на два типа: фигуры приземистые, напоминающие раннюю шумерийскую скульптуру, и более вытянутые, правильных пропорций, явно исполненные в традициях Аккада. Однако у всех фигур мягко промоделировано обнажённое тело, а головы всех статуй портретны. Причем интересно стремление передать не только сходство, но и признаки возраста (некоторые статуи изображают Гудеа юношей). Важно также то, что многие скульптуры довольно значительны по размерам, до 1,5 м в высоту, и выполнены из твёрдого диорита, привезённого издалека.
В конце XXII века до н. э. гутии были изгнаны. Двуречье объединилось на этот раз под главенством города Ура времени правления в нём III династии, который возглавил новое шумеро-аккадское государство. Ряд памятников этого времени связан с именем правителя Ура Ур-Намму. Им был создан один из наиболее ранних сводов законов Хаммурапи.

### Архитектура Ура III династии
В период правления III династии Ура, особенно при Ур-Намму, широкий размах получило строительство храмов. Лучше других сохранился большой комплекс, состоящий из дворца, двух больших храмов и первого в городе Уре большого зиккурата, который был сооружен в XXII—XXI веках до н. э. Зиккурат состоял из трёх уступов с наклонным профилем стен и имел в высоту 21 м. С одной террасы на другую вели лестницы. Прямоугольное основание нижней террасы имело площадь 65×43 м. Уступы или террасы зиккурата были разного цвета: нижний был окрашен чёрным битумом, верхний — побелён, а средний краснел естественным цветом обожжённого кирпича. Может быть, террасы были и озеленены. Есть предположение, что зиккураты использовались жрецами для наблюдений за небесными светилами. Строгостью, ясностью и монументальностью форм, так же как и общим контуром, зиккурат близок пирамидам древнего Египта.
Бурное развитие храмового строительства отразилось и на одном из значительных памятников этого времени — стеле с изображением сцены шествия на ритуальную закладку храма правителя Ур-Намму (Берлинский музей). В этом произведении объединились характерные черты шумерийского и аккадского искусства: построчное членение исходит ещё от памятников типа палетки Ур-Нанше, а правильность пропорций фигур, тонкость, мягкость и реалистичность пластической трактовки являются наследием Аккада.